# Meilerplatz

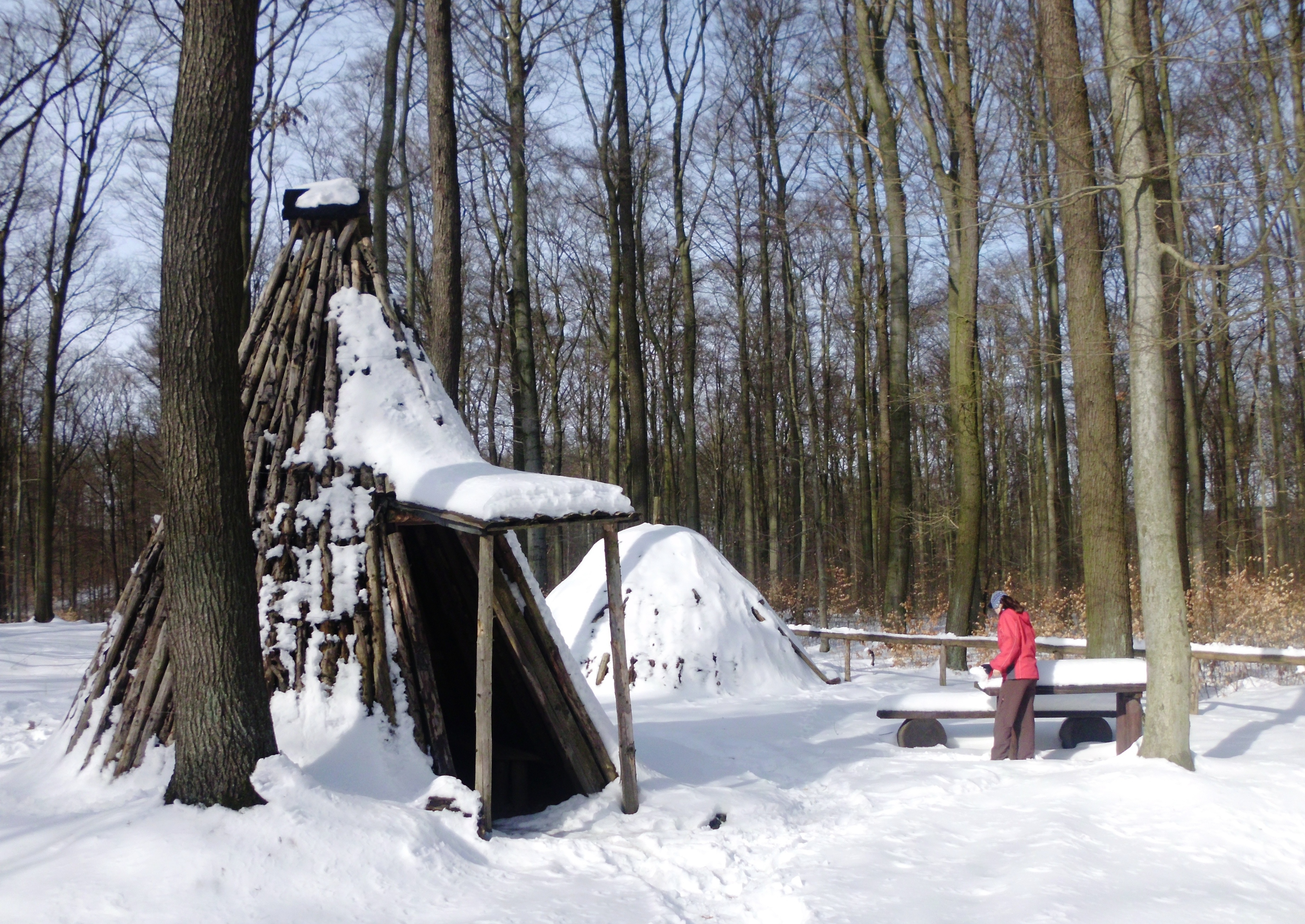
Meilerplatz an der Kohlenstraße im Südostharz zwischen Wippra und Grillenberg

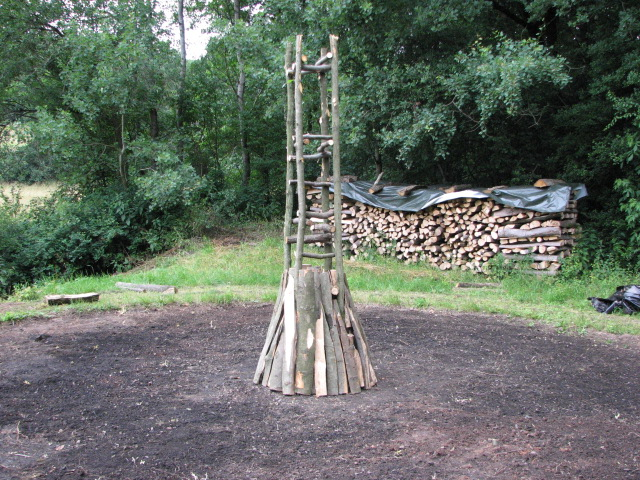
Quandel (Kern) eines Meilers auf einem früheren Meilerplatz

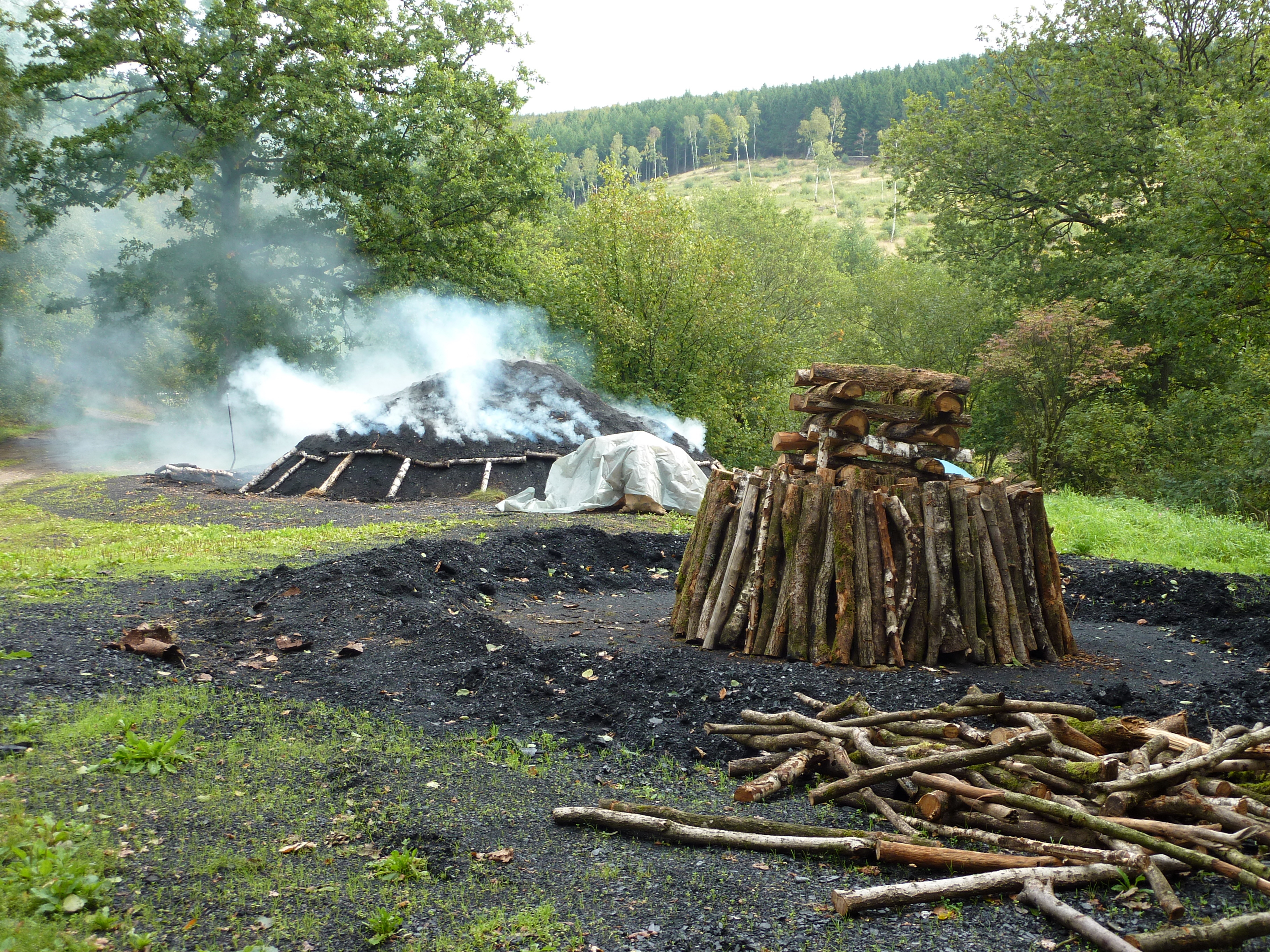
Platte mit zwei Meilerplätzen bei Walpersdorf im Siegerland. Im Vordergrund ein Meiler im Bau, dahinter einer in Betrieb. Im Hintergrund ein Hauberg zur Gewinnung des Holzes

Ein Meilerplatz, auch Köhlerplatz, Meiler-Kohleplatte, Köhlerplatte oder Köhlerplattform, ist der Standort eines Kohlenmeilers. Da die Meilerplatte nur einen Teil des Meilerplatzes darstellt, ist der Begriff Köhlerplatte missverständlich.
Standortbedingungen für einen Meilerplatz sind der Zugang zu Wasser, zum Ablöschen der Kohlen, sowie eine windgeschützte Lage, um ein unkontrolliertes Abbrennen des Meilers zu vermeiden. Auch sollte er in der Nähe der genutzten Waldgebiete liegen.
Es gibt drei Arten:
Ein Hangmeilerplatz ist zumeist eine rundliche, waagrechte Plattform, die durch Angraben des Hangs und Aufschüttung des abgetragenen Bodenmaterials künstlich durch den Köhler angelegt wurde. Die durchschnittliche Breite beträgt 6 bis 12 Meter. Ein Hangmeilerplatz kann grundsätzlich in Stübbewall, Meilerplatte und Hangabstichkante gegliedert werden. Auch gibt es gemauerte und in Holzgerüsten errichtete Plätze.
Der Platz-, Ringmeilerplatz kann ebenerdig sein, zur Mitte leicht ansteigend oder in leichtem Gefälle liegen. Er wird dann von Holz, Steinen und Wurzelwerk befreit und eingeebnet. Sollte mit der Meilerverkohlung die Teergewinnung verbunden werden, wurden im Boden kleine Gruben angelegt oder es wurde der Boden mit Lehm ausgekleidet und der Teer mittels eines Kanals aus dem Meiler nach außen geführt. Es kann dann ein umgebender Stübbewall angelegt werden, Kohlenmeilerplatz ist aber heutzutage meistens ohne Wall. Er kann aber auch in einer Mulde im Boden liegen.
Eine weiter Möglichkeit ist der Podestmeiler. Dieser wird auf einem hölzernen Podest errichtet, um den Luftzug zu verbessern. Das Podest wird aus sternförmig ausgelegtem Rundholz gebildet, auf dem dann Bretter oder Rundhölzer ausgelegt werden. 
Alte Meilerplätze sind anhand ihrer Form, ihrer durch den Holzteer schwarz gefärbten Sedimentauflage und durch umherliegende Kohlestückchen erkennbar.
Die meisten gut sichtbaren Meilerplätze in den deutschen Mittelgebirgen stammen aus der Zeit vom 16. bis zum 19. Jahrhundert.